# Ramon Schack

Ramon Schack (2023)

Ramon Schack (* 18. Juni 1971 in Kiel) ist ein deutscher Journalist.
Schack wuchs in Bad Oldesloe auf und studierte nach dem Abitur an der Universität Hamburg Politische Wissenschaft und Osteuropastudien. Während des Studiums arbeitete er für die Sendung DAS! beim NDR. Nach einem längeren Aufenthalt in London arbeitete er ab 2003 als freier Journalist in Berlin. Schwerpunkte seiner Arbeit sind der Nahe Osten, insbesondere der Iran, Osteuropa, der Islam, politischer Extremismus, der Islamische Staat, die Offene Gesellschaft und ihre Feinde. Schack berichtete als Korrespondent unter anderem aus dem Iran, dem Irak, El Salvador, Ecuador, Russland, der Ukraine und Äthiopien.
Schack schrieb unter anderem für die Neue Zürcher Zeitung, die Süddeutsche Zeitung, Die Welt, die Berliner Zeitung, das Handelsblatt, die Financial Times Deutschland, Das Parlament, den Tages-Anzeiger und Zenith – Zeitschrift für den Orient. Ende 2015 wurde sein Buch „Begegnungen mit Peter Scholl-Latour – ein persönliches Portrait“ veröffentlicht. 2017 erschien Schacks E-Book „Zeitalter des Zerfalls“. Seit dem Sommer 2018 moderiert Schack den Video-Podcast Impulsiv TV, in der er Gäste aus Politik, Wirtschaft und Kultur interviewt.
Am 9. September 2018 wurde Schack Zeuge der Ermordung von Nidal R. in Berlin-Neukölln.
Von 2022 bis März 2023 war er Redakteur für Außenpolitik der Tageszeitung nd.

## Schriften
- Ramon Schack: „Neukölln ist nirgendwo. Nachrichten aus Buschkowskys Bezirk“. Verlag 3.0 Zsolt Majsai, 2013, ISBN 978-3-944343-74-7.
- Ramon Schack: „Begegnungen mit Peter Scholl-Latour. Ein persönliches Portrait“. 3 Seiten Verlag, 2015, ISBN 978-3-946341-00-0.
- Ramon Schack: Das Zeitalter der Idiotie. Wie Europa seine Zukunft verspielt. Reportagen. edition ost, Berlin 2023, ISBN 978-3-360-02813-6.

## Belege
1. ↑  Mein Jahr mit Eva Herman/Das Ende einer TV-Moderatorin. In: Ramon-Schack.de. 10. September 2007, abgerufen am 3. Oktober 2022 (deutsch).
2. ↑  Ramon Schack: Reise in den Iran - „In welcher Hälfte der Welt leben wir?“ In: cicero.de. 15. Februar 2017, abgerufen am 10. Mai 2019.
3. ↑  Ramon Schack: «Die Islamdebatte im Westen ist primitiv». In: nzz.ch. 10. November 2010, abgerufen am 10. Mai 2019.
4. ↑  Ramon Schack: Islamischer Staat am Ende? - Warum der IS noch nicht besiegt ist. In: deutschlandfunkkultur.de. 5. März 2019, abgerufen am 10. Mai 2019.
5. ↑  Ramon Schack: "Hier kämpfen wir auch für Euch in Europa". In: heise.de. 19. Januar 2019, abgerufen am 10. Mai 2019.
6. ↑  Ramon Schack: Das Zünglein an der russischen Waage. In: nzz.ch. 16. Mai 2011, abgerufen am 10. Mai 2019.
7. ↑  Suche. Liste der Artikel von Ramon Schack. In: zenith.me. Abgerufen am 10. Mai 2019.
8. ↑  Katharina Metag: Tödliche Schüsse auf Nidal R. – ein Zeuge schildert die dramatischen Minuten – B.Z. Berlin. In: bz-berlin.de. 10. September 2018, abgerufen am 10. Mai 2019.

| Personendaten    | Personendaten              |
| ---------------- | -------------------------- |
| NAME             | Schack, Ramon              |
| KURZBESCHREIBUNG | deutscher Polit-Journalist |
| GEBURTSDATUM     | 18. Juni 1971              |
| GEBURTSORT       | Kiel                       |